# Beinwil am See
Beinwil am See (toponimo tedesco; fino al 1950 Beinwil) è un comune svizzero di 3 148 abitanti del Canton Argovia, nel distretto di Kulm.

## Geografia fisica
Beinwil am See si affaccia sul Lago di Hallwil.

## Monumenti e luoghi d'interesse

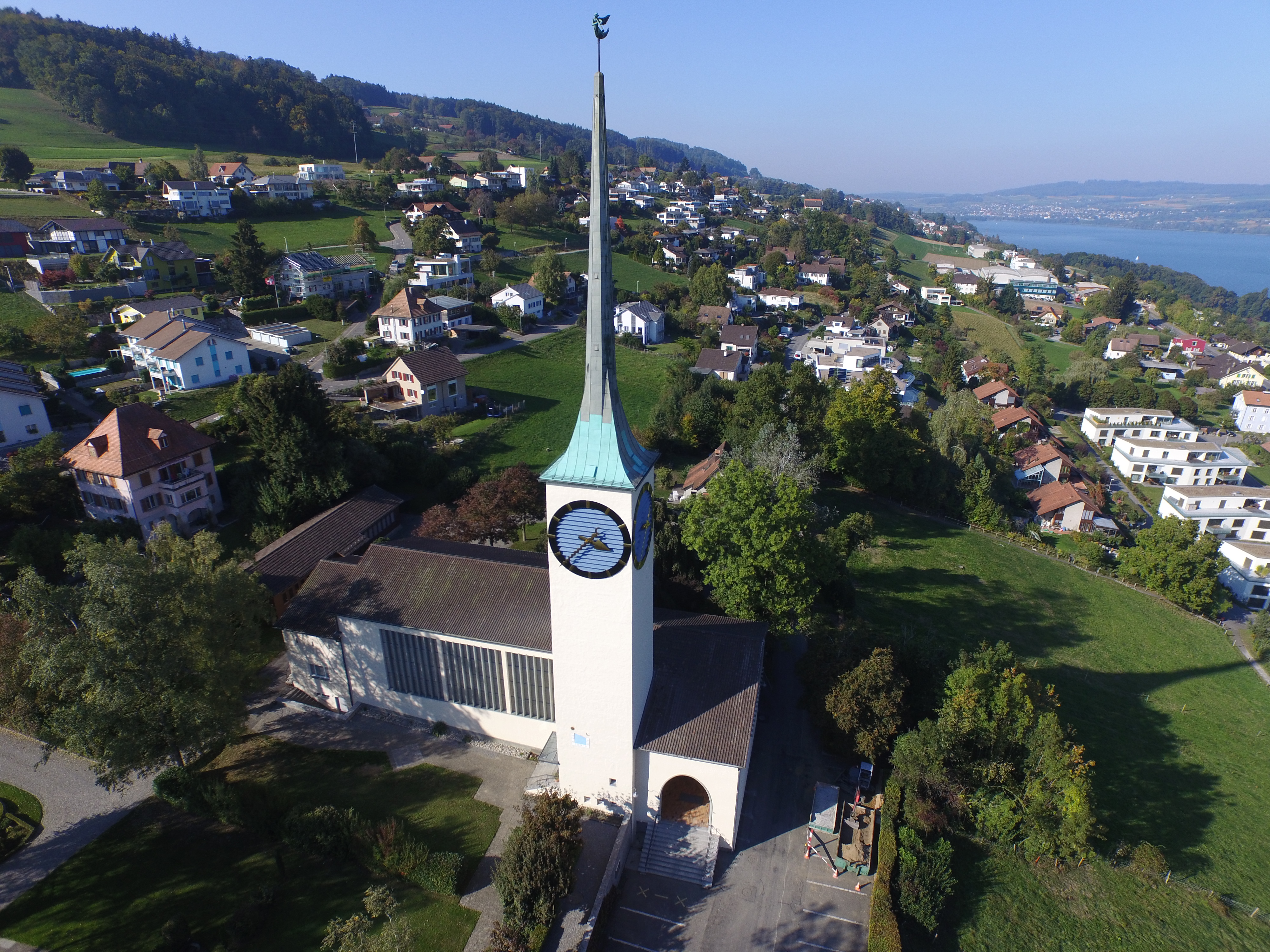
La chiesa riformata

- Chiesa riformata, eretta nel 1935[1];
- Chiesa cattolica di San Martino, eretta nel 1964[1].

## Società

### Evoluzione demografica
L'evoluzione demografica è riportata nella seguente tabella:
Abitanti censiti

## Infrastrutture e trasporti

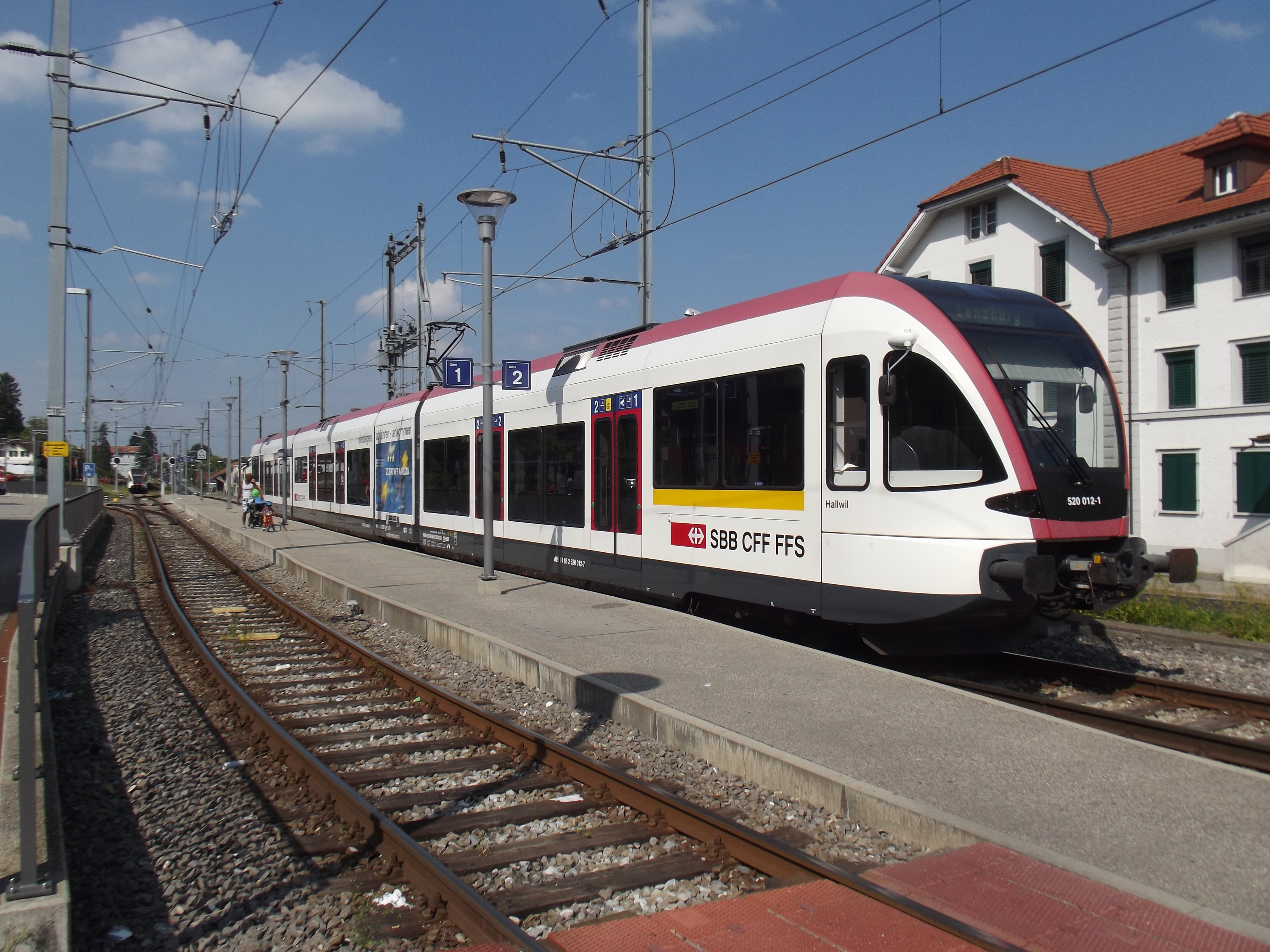
La stazione di Beinwil am See

Beinwil am See è servito dall'omonima stazione sulla ferrovia Seetalbahn.

## Amministrazione
Ogni famiglia originaria del luogo fa parte del cosiddetto comune patriziale e ha la responsabilità della manutenzione di ogni bene ricadente all'interno dei confini del comune.